# Omięcin (Mazovie)
Pour les articles homonymes, voir Omięcin.
Omięcin [ɔˈmjɛnt͡ɕin] est un village polonais, dans le Powiat de Szydłowiec et dans la voïvodie de Mazovie dans le centre-est de la Pologne.
Sa population compte 152 habitants en 2006.